# Hans Qviström
Hans Thomas Qviström, född 7 augusti 1968 i Hölö församling i Stockholms län, är en svensk regissör och skådespelare från Södertälje, verksam mest i Stockholms län. Hans arbetar inom teaterområdet men även revy och krogshow signeras Hans Q.
Han började sin teaterbana i Södertälje teateramatörer 1976 och har sedan gått vidare med att främst regissera och projektera inom teatern.
Sommarteatern i Södertälje, Täljerevyn, Musikteater 89, Arnljotspelen på Frösön är exempel på grupper som Qviström har verkat hos.